# Anna Santamans

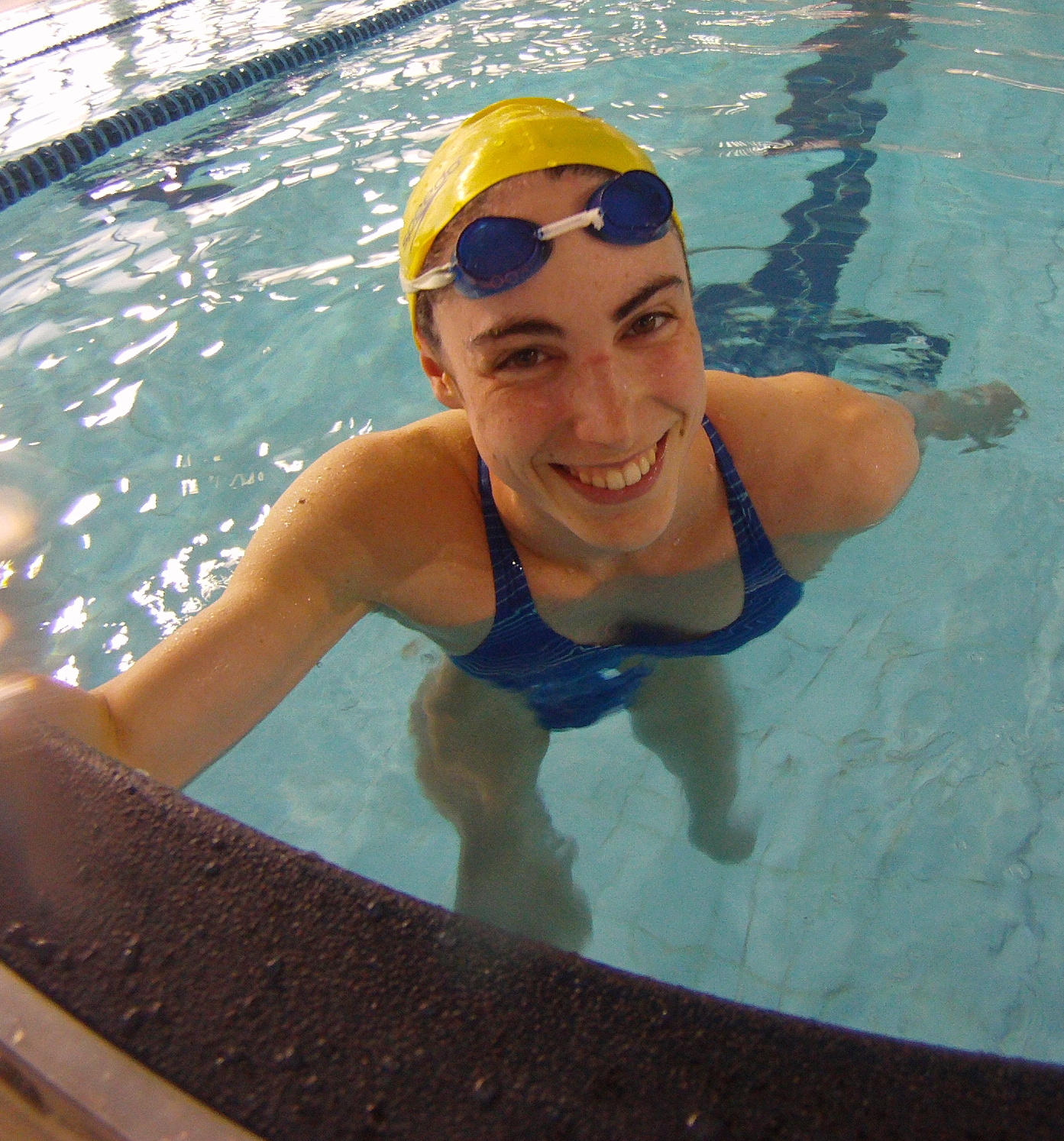
Anna Santamans (2009)

Anna Santamans (* 25. April 1993 in Fontcouverte-la-Toussuire) ist eine französische Schwimmerin. Sie erschwamm bis 2024 bei Weltmeisterschaften eine Bronzemedaille auf der 25-Meter-Bahn. Bei Europameisterschaften gewann sie zweimal Bronze auf der 50-Meter-Bahn und dreimal Gold und dreimal Bronze auf der Kurzbahn.

## Karriere
Die 1,77 Meter große Santamans ist eine Spezialistin für Freistilschwimmen und Schmetterlingsschwimmen.

### Die Jahre bis zur ersten Olympiateilnahme 2012
2009 wurde sie über 50 Meter Freistil Dritte der Junioreneuropameisterschaften. Bei den Olympischen Jugendspielen 2010 in Singapur siegte Santamans über 50 Meter Freistil zeitgleich mit der Chinesin Tang Yi, Dritte wurde die Australierin Emma McKeon. Über 50 Meter Schmetterling wurde Santamans Dritte. Eine weitere Bronzemedaille erschwamm sie mit der 4-mal-100-Meter-Mixed-Freistilstaffel hinter den Staffeln aus China und aus Australien. Ende 2010 nahm Santamans an den Kurzbahneuropameisterschaften in Eindhoven teil und belegte den achten Platz über 50 Meter Freistil.
Im März 2012 wurde Santamans französische Meisterin über 50 Meter Schmetterling. Im Mai bei den Europameisterschaften in Debrecen erreichte sie den siebten Platz über 50 Meter Freistil. Anfang August bei den Olympischen Spielen in London trat Santamans nur über 50 Meter Freistil an. Sie schied als Zehntschnellste im Halbfinale aus. Im November bei den Kurzbahneuropameisterschaften in Chartres wurde Santamans Vierte mit der 4-mal-50-Meter-Freistilstaffel und über 50 Meter Freistil. Mit der 4-mal-50-Meter-Lagenstaffel erschwamm sie die Bronzemedaille. Die 4-mal-50-Meter-Mixed-Lagenstaffel mit Jérémy Stravius, Florent Manaudou, Mélanie Henique und Anna Santamans gewann mit über einer Sekunde Vorsprung. Ebenfalls Gold gewann die 4-mal-50-Meter-Mixed-Freistilstaffel mit Frédérick Bousquet, Florent Manaudou, Camille Muffat und Anna Santamans, die das Ziel 0,77 Sekunden vor dem russischen Quartett erreichte. Einen Monat nach den Kurzbahneuropameisterschaften nahm Santamans auch an den Kurzbahnweltmeisterschaften in Istanbul teil und schied im Halbfinale über 50 Meter Freistil als Elfte aus.

### Die Jahre bis zur zweiten Olympiateilnahme 2016 und danach
Im Juni 2013 siegte Santamans bei den Mittelmeerspielen in Mersin über 50 Meter Freistil. Über 50 Meter Schmetterling wurde sie Zweite hinter der Ägypterin Farida Osman. Die französische 4-mal-100-Meter-Freistilstaffel mit Anna Santamans, Lauriane Haag, Mathilde Cini und Béryl Gastaldello siegte mit über drei Sekunden Vorsprung vor dem griechischen Quartett. Die 4-mal-100-Meter-Lagenstaffel mit Mathilde Cini, Coralie Dobral, Béryl Gastaldello und Anna Santamans erkämpfte die Bronzemedaille, die Französinnen schlugen 0,04 Sekunden nach den zweitplatzierten Spanierinnen und 0,07 Sekunden vor den viertplatzierten Griechinnen an. Einen Monat später bei der Universiade in Kasan wurde Santamans Zweite über 50 Meter Freistil. Bei den Kurzbahneuropameisterschaften 2013 wurde Santamans Sechste mit der 4-mal-50-Meter-Lagenstaffel.
Bei den Europameisterschaften 2014 in Berlin belegte die 4-mal-100-Meter-Freistilstaffel den fünften Platz. Über 50 Meter Freistil wurde Santamans Vierte. In der 4-mal-100-Meter-Mixed-Lagenstaffel kamen nur vier Staffeln in die Wertung. Clément Mignon, Grégory Mallet, Anna Santamans und Coralie Balmy erhielten die Bronzemedaille hinter den Staffeln aus Italien und Russland. Ende des Jahres bei den Kurzbahnweltmeisterschaften in Doha erschwamm die 4-mal-50-Meter-Lagenstaffel mit Mathilde Cini, Charlotte Bonnet, Mélanie Henique und Anna Santamans die Bronzemedaille mit 0,26 Sekunden Vorsprung vor den viertplatzierten Chinesinnen. Mit der 4-mal-50-Meter-Freistilstaffel belegte Santamans den fünften Rang.
2015 bei den Weltmeisterschaften in Kasan schied Santamans über 50 Meter Freistil im Halbfinale aus. Die 4-mal-100-Meter-Freistilstaffel mit Charlotte Bonnet, Béryl Gastaldello, Cloé Hache und Anna Santamans erreichte das Finale und wurde Achte.
Im Mai 2016 bei den Europameisterschaften in London belegte die 4-mal-100-Meter-Freistilstaffel mit Mathilde Cini, Cloé Hache, Anna Santamans und Charlotte Bonnet den vierten Platz, 0,45 Sekunden hinter den drittplatzierten Schwedinnen. Ebenfalls Vierte wurde Santamans über 50 Meter Freistil, hier fehlten ihr 0,2 Sekunden zu einer Medaille. Die 4-mal-100-Meter-Mixed-Freistilstaffel mit Mignon, Stravius, Bonnet und Santamans gewann die Bronzemedaille hinter den teams aus den Niederlanden und aus Italien. Für ihren Einsatz im Vorlauf erhielten auch Loris Bourelly, Frédérick Bousquet, Camille Gheorghiu und Margaux Fabre eine Bronzemedaille.
Bei den Olympischen Spielen 2016 in Rio de Janeiro schied Santamans über 50 Meter Freistil als 21. der Vorläufe aus. Die französische 4-mal-100-Meter-Freistilstaffel mit Béryl Gastaldello, Charlotte Bonnet, Mathilde Cini und Anna Santamans belegte den siebten Platz. Ende des Jahres bei den Kurzbahnweltmeisterschaften in Windsor erreichte Santamans den sechsten Platz mit der 4-mal 100-Meter-Freistilstaffel, den fünften Platz über 50 Meter Freistil und den sechsten Platz mit der 4-mal-50-Meter-Freistilstaffel. In der 4-mal-50-Meter-Mixed-Freistilstaffel wurden Mignon, Stravius, Santamans und Henique Vierte mit 0,23 Sekunden Rückstand auf die Siegerstaffel.
2017 bei den Weltmeisterschaften in Budapest wurde Santamans über 50 Meter Freistil Sechste.
Erst Ende 2019 bei den Kurzbahneuropameisterschaften in Glasgow gehörte Santamans wieder zur französischen Nationalmannschaft. Sie wurde Fünfte mit der 4-mal-50-Meter-Mixed-Lagenstaffel und erhielt eine Bronzemedaille für ihren Vorlaufeinsatz mit der 4-mal-50-Meter-Mixed-Freistilstaffel. Die 4-mal-50-Meter-Freistilstaffel mit Béryl Gastaldello, Mélanie Henique, Lena Bousquin und Anna Santamans gewann den Titel zeitgleich mit den Niederländerinnen, 0,03 Sekunden zurück lagen die drittplatzierten Däninnen. Mit der 4-mal-50-Meter-Lagenstaffel belegte Santamans den sechsten Platz.
2022 nahm Anna Santamans noch einmal an den Mittelmeerspielen teil und wurde Vierte über 50 Meter Freistil.